# Anfidamante
Anfidamante (en griego antiguo: Ἀμφιδάμας) es el nombre de varios personajes mitológicos e históricos de la antigua Grecia.

## Mitología
- Anfidamante, un príncipe arcadio, hijo de Aleo y de Cleobule. Fue uno de los argonautas, junto con su hermano Cefeo.[1]También es denominado como Ifidamante.[2]
- Anfidamante, padre de Nausídame, madre con Helios de Augías, rey de la Élide.[1]
- Anfidamante, hijo de Licurgo y de Cleofile o Eurínome. Anfidamante tuvo un hijo, Melanión, y una hija, Astímaca, que se casó con Euristeo.[3]Otros dicen que la hija de Anfidamante fue Antibia y que ésta fue la esposa de Esténelo y por lo tanto madre de Euristeo.[4]
- Anfidamante, hijo de Busiris, rey de Egipto. Heracles los mató.[5]
- Anfidamante, padre de Clitónimo y nativo de Opunte. A este último lo mató Patroclo por una disputa cuando jugaban a los dados.[6]Otros lo denominan como Anfídamo[7]
- Anfidamante, uno de los hombres que se escondieron en el Caballo de Troya.[8]
- Anfidamante, el padre de Pelagonte, rey de la Fócide, quien le dio a Cadmo una vaca que lo condujo hasta Beocia.[9]
- Anfidamante, el padre de Clitia, quien fue la madre de Pélope en su unión con Tántalo.[10]
- Anfidamante, uno de los camaradas de Odiseo; sobrevivió a Polifemo y a las terribilísimas Escila y Caribdis.[11]
- Anfidamante, que aparece en la Ilíada, es un hombre de Citera que recibió de manos de Autólico un morrión hecho de piel bovina. Odiseo recibiría este casco de manos de Meríones.[12]

## Historia
Anfidamante es el nombre de un rey histórico de la ciudad eubea de Calcis que murió hacia el 730 a. C., después de la guerra Lelantina. Su ceremonia funeraria asociada con el poético agón es mencionada por Hesíodo.